# Bél-kő
Bél-kő är ett berg i Ungern.   Det ligger i provinsen Heves, i den norra delen av landet, 120 km nordost om huvudstaden Budapest. Toppen på Bél-kő är 521 meter över havet.
Terrängen runt Bél-kő är kuperad åt sydost, men åt nordväst är den platt. Runt Bél-kő är det tätbefolkat, med 308 invånare per kvadratkilometer. Närmaste större samhälle är Eger, 14,5 km söder om Bél-kő. I omgivningarna runt Bél-kő växer i huvudsak lövfällande lövskog.